# Sesbania punicea
Espèce
Synonymes
- Daubentonia punicea  DC.
- Piscidia punicea  Cav.
- Piscidia ovalifolia D.A. Larranaga.
- Sesbania tripetii (Poit.) hort. ex Hubb.
- Daubentonia tripetii Poit.

Sesbania punicea (Flamboyant d'Hyeres,  ou Sesban écarlate) est une espèce de plantes à fleurs de la famille des Fabaceae. C'est un arbuste originaire d'Amérique du Sud.
C'est un arbuste décoratif de 2 à 3 m qui produit des fleurs de couleur rouge-orangé, à feuilles caduques.
C'est une plante qui a besoin de beaucoup d'eau, elle se développe dans des marais ou des endroits humides. Elle préfère également un sol légèrement acide, d'un PH entre 6.1 et 6.5,.

## Distribution
Cette espèce est originaire du Brésil, d'Argentine, du Paraguay et d'Uruguay. Elle s'est propagée à des parties de l'Afrique, d'autres parties de l'Amérique du Sud, et de nombreuses étendues côtière du sud des États-unis.
En raison de son fort besoin en l'eau, cette espèce adopte le plus souvent des rives marécageuses. Elle peut former également des fourrés denses et prospère dans les zones perturbées.

## La taxonomie
Le genre Sesbania est au sein de la grande famille des Fabaceae. Les Fabacées sont divisés en trois sous-familles :
- Mimosoideae (80 genres et de 3 200 espèces)
  - Caesalpinioideae (170 genres et de 2 000 espèces)
    - Faboideae (470 genres et 14 000 espèces)

Le genre Sesbania relève de la sous-famille Faboideae, qui a le plus de diversité au sein de la famille des Fabaceae. Le sous-familles Mimosoideae et Faboideae sont largement monophylétique, alors que la famille Caesalpinioideae est considéré comme paraphylétique.

## Habitat et écologie

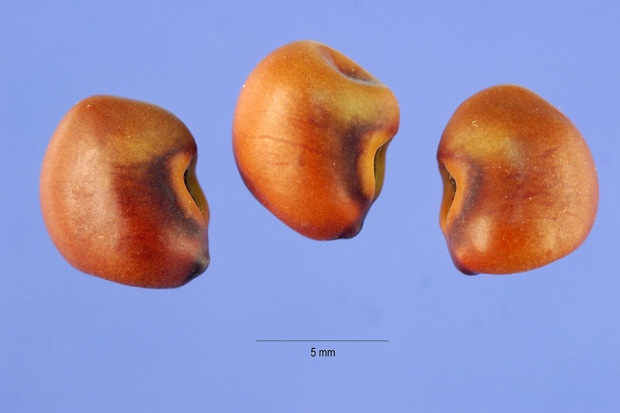
Graines de S. punicea

Les fleurs commencent à apparaître à la fin du printemps et persistent jusqu'à l'automne. Aux États-unis, la période de floraison de cette espèce se situe entre juin et septembre, alors qu'en Afrique du Sud, il est entre novembre et janvier. Sur la Cote d'Azur la floraison est continue de la fin du printemps à la fin de l'été. Hors de la région méditerranéenne , la métropole a un climat un peu limite pour le 'flamboyant d’Hyères', il peut y être cultivé en pot .
Lorsque les structures carpelleuses s'assèchent, elles sont distribuées au pied de la plante mère lorsqu'elles se trouvent sur la terre ferme. Souvent, ces plantes se trouvent près des cours d'eau en raison de l'efficacité technique de la dispersion des graines par l'eau en mouvement.
Les graines de cette plante ont des téguments imperméables qui permettent la survie des graines lorsqu'elles sont dispersées par l'eau. Cette qualité imperméable de la graine a trouvé être causée par le callose. Ces graines nécessitent une scarification pour lever la dormance, les plants germent généralement dans des lieux humides, le long de rivières ou de petits affluents. À cause des caractéristiques toxiques de la plante , la dispersion des graines n'est pas effectuée par les animaux. Cette espèce est connue être tolérante à l'ombre, cela permet la croissance de semis dans des conditions ombragées. Après trois mois les plants peuvent potentiellement produire des fleurs et des graines, bien que la floraison se produit généralement  au bout de deux ans. Cette plante est capable de survivre au gel, sur de très brèves périodes .

## Morphologie
Cet arbuste a des feuilles caduques qui sont alternes et composées avec entre 5 et 20 paires de folioles elliptiques. Les bords des feuilles sont généralement entiers, avec peu ou pas de dentelure. Chaque foliole est de forme oblongue et se termine par un bout pointu. Les feuilles contiennent des stipules généralement discrètes. Ces plantes produisent à la fois des fruits et des fleurs de manière tombante à l'extrémité des tiges. Les branches de cet arbuste sont plutôt minces, et sont à l'origine vertes, mais virent au brun rouge foncé lorsqu'elles arrivent à maturité. L'écorce varie d'un brun gris à un brun rouge avec des lenticelles horizontales évidentes,.
|  |  |

## Des fleurs et des fruits

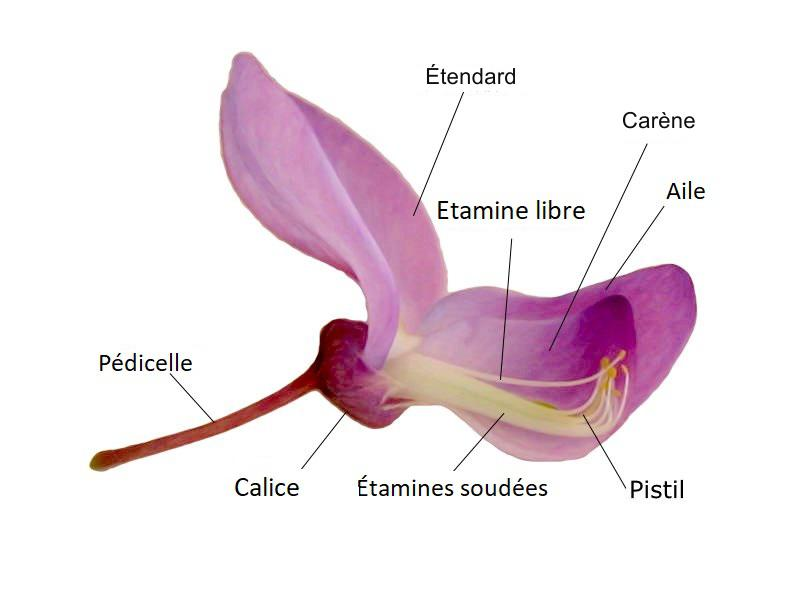
Une fleur de Wisteria sinensis, Faboideae: Exemple de structure de la fleur pour la sous-famille des Faboideae. (Deux pétales ont été enlevées pour montrer les étamines et le pistil.)

Les fleurs ressemblent à des fleurs de pois, de 2–3 cm de long, et sont souvent d'un rouge-orangé ou rouge-pourpre. Ces fleurs sont souvent trouvées de manière racémique. Caractéristique de la famille des Fabacées, cette espèce a cinq sépales soudées et cinq pétales libres. La fleur contient toujours 10 étamines, parfois avec diverses combinaisons de filets fusionnés. L'ovaire est supère et le style est souvent courbé. Caractéristique de la sous-famille des Faboideae, ces fleurs sont zygomorphes et ont une structure spécialisée. Le pétale supérieur est appelé la bannière, et encapsule les pétales quand ils sont dans le bourgeon. Les deux pétales adjacentes , appelé les ailes, le chevauchement de la partie inférieure de deux pétales. Le bas des pétales sont souvent fusionnés à l'apex, formant une structure appelée la quille. Les fleurs apparaissent souvent bizarres et « voyantes » parce qu'elles sont le plus souvent pollinisées par des insectes, l'utilisation de ces tactiques est simplement un appel aux pollinisateurs.
|  |  |

Les fruits sont de grosses gousses, genre petits pois, compartimentées en quatre et apparaissent comme si elles avaient légèrement rétréci à cause du séchage. Ces fruits sont déhiscents et sèchent à mesure qu'ils mûrissent. Chaque fruit peut contenir entre cinq et dix graines, qui ne sont dispersées que lorsque la cosse sèche et s'ouvre. Le nombre de gousses trouvées sur une seule plante dépend de l'âge et des conditions de croissance de la plante. En moyenne, une seule plante peut produire 100 à 300 gousses. Lorsque les gousses émergent sur les plantes et ne sont pas encore complètement matures, elles sont de couleur jaune ou verte. Au fur et à mesure que la saison progresse, ces gousses deviennent d'un vert plus foncé, devenant éventuellement brun foncé. Ces graines restent souvent sur la plante pendant l'hiver, et les graines à l'intérieur créent un bruit de cliquetis distinct lorsqu'elles sont secouées par le vent, ce qui donne à la plante son nom commun de «hochet»,.

## Utilisation et importance économique
Ces plantes sont considérées comme ayant une valeur ornementale en raison des belles fleurs rouges que la plante produit. La caractéristique vénéneuse est dangereuse pour les populations locales d'oiseaux et de mammifères, et cette capacité à empoisonner toute menace potentielle pour la population de Sesbania lui permet de s'épanouir en tant qu'espèce invasive. Cette espèce a été signalée comme envahissante dans de nombreux États du sud des États-Unis tels que la Virginie, la Californie, le Texas et la Floride. Cet arbuste peut souvent former des fourrés denses. Cette espèce remplace activement les espèces de plantes indigènes dans les zones riveraines, ce qui détourne les ressources alimentaires de la faune locale. En plus de déplacer les plantes indigènes et d'affecter la faune locale, cette espèce contribue à l'érosion des berges et à l'inondation dans les zones où elle persiste.
Bien que S. punicea n'ait aucun usage économique ou médicinal connu, ce n'est pas le cas de son proche parent S. virgata. S. virgata a été utilisé pour contrôler l'érosion des sols, réhabiliter les zones perturbées et revitaliser les habitats riverains. Il a été démontré que le jus fabriqué à partir des feuilles de cette plante réduit la réponse à la stimulation douloureuse et à l'œdème inflammatoire chez la souris.
Comme presque toutes les Fabacées S. punicea est capable de fixer l'azote de l'air grâce à des nodosités sur ses racines. Il est donc capable de croître sur des sols pauvres.

## La nourriture
Cette espèce a été déclarée comme mauvaise herbe et/ou semence nuisible aux États-Unis. Elle a été identifiée comme nocive dans toutes ses formes, plantes ou graines que ce soit aquatique ou terrestre . Tout animal ou humain, qui ingère cette plante ou ses graines, peut devenir très malade et peut présenter des symptômes tels que des vomissements, de la diarrhée, une insuffisance respiratoire ou même la mort. Les composés contenus dans cette plante qui la rendent si toxique sont les glycosides saponiques. Elle est déjà interdite de vente en Australie et en Afrique du Sud.

## Gestion
Les systèmes racinaires des jeunes plants de S. punicea ne sont pas très étendus et le sol est meuble dans les conditions d'humidité importante, de sorte que ces plantes peuvent être enlevées à la main ou en utilisant des outils de jardinage simples. Les arbustes avec des troncs plus gros doivent être coupés et traités avec un herbicide glyphosate et / ou triclopyr. Si elles sont trouvées dans de l'eau stagnante, les plantes seront coupées au-dessous du niveau de l'eau, sinon l'inondation de la zone ne les éliminera pas.
Dans certains cas, des mesures de lutte biologique ont été utilisées pour empêcher cette espèce de se propager si rapidement. Le charançon apionidé d'Amérique du Sud, Trichapion lativentre, a été introduit en Afrique du Sud à la fin des années 1970. Ce charançon s'est maintenant dispersé sur la plus grande partie de l'aire de répartition de S. punicea. Les charançons adultes se nourrissent des feuilles et pondent des œufs isolés dans des boutons floraux précoces. Les larves se nourrissent ensuite des étamines et des carpelles de la fleur et continuent à se nymphoser dans l' enveloppes creuse des bourgeons  floraux . Avec ces interactions herbivores, ce charançon a réussi à atténuer la propagation rapide de S. punicea en Afrique du Sud.